# 荖濃
荖濃，是臺灣高雄市六龜區的一個傳統地域名稱，位於該鄉西北部。相較於今日行政區，其範圍大致包括六龜里北部邊界地帶、興龍里西北部荖濃溪右岸地區、新發里西部荖濃溪右岸地區、荖濃里、寶來里西北部荖濃溪右岸地區，以及桃源區的建山里（位於六龜區境內的飛地）、高中里西南部。

## 歷史
台灣日治初期，荖濃地區為一街庄，稱為「荖濃庄」，隸屬於楠梓仙溪東里。該庄東北邊及東南邊北段與蕃地為鄰，東南邊南段與西南邊東段與土壠灣庄為鄰，西南邊中、西段與六龜里庄為鄰，西南邊最西端一小段與十張犁庄為界，西北邊為大邱園庄、阿里關庄。
1901年（日治明治三十四年）11月，全台設置二十廳，該庄隸屬於蕃薯藔廳。1909年（明治四十二年）10月，合併二十廳為十二廳，該庄改隸屬於阿緱廳。1920年（大正九年），廢十二廳改設五州二廳，該庄改制為「荖濃」大字，隸屬於高雄州屏東郡六龜庄。1932年12月1日，六龜庄改劃入旗山郡。
戰後六龜庄改制為六龜鄉，隸屬於高雄縣，大字亦改制為村。1950年高、屏分治，六龜鄉仍隸屬於高雄縣。
2010年12月25日，因高雄縣市合併，六龜鄉改制高雄市六龜區，村亦改制為里。

## 聚落
本地區發展較早的聚落有上荖濃、下荖濃、麻荖埔、獅額頭、大苦苓、紅水坑、土地公崙等，在日治期初期的官方地圖上已有記載。此外，亦有水冬瓜聚落。

## 交通
省道台20線又稱「南部橫貫公路」，是臺南市市中心至臺東縣關山鎮的幹道，經過本地區中部及東北部，並與省道台27線終點交會。由該道路向西可經甲仙區、南化區、玉井區、左鎮區等地；向北可前往桃源區、臺東縣海端鄉、關山鎮北部等地。
省道台27線是六龜區荖濃至屏東縣新園鄉烏龍的幹道，其北側端點（起點）位於本地區下荖濃聚落的省道台20線路口。由此向東南轉南蜿蜒而行，過荖濃溪新發大橋出境後可前往屏東縣高樹鄉、鹽埔鄉、九如鄉與長治鄉交界地帶、屏東市等地。
區道高131線是水冬瓜至六龜的道路，其北側端點（起點）位於本地區水冬瓜聚落東北郊的省道台27線路口。原本由此向西轉南蜿蜒而行，經獅額頭轉西南蜿蜒出境，可前往六龜並止於省道台27甲線路口。2009年8月，莫拉克颱風引起的八八水災沖毀部分路基，造成本線道路中斷，至2020年仍無法通行。

## 學校
- 荖濃國小